# Социјалдемократија (Чешка)
Социјалдемократија (чеш. Sociální demokracie), до јуна 2023. позната као Чешка социјалдемократска странка (чеш. Česká strana sociálně demokratická), је основана 1878. године на тајном састанку у Прагу. До 1890. године ради илегално у Аустроугарској. Пружа подршку борби Т. Г. Масарика за независност Чехословачке, због чега 1911. године напушта сарадњу са Социјалдемократском партијом Аустрије.
Била је забрањена после другог светског рата све до плишане револуције 1989 године.
На изборима у Чешкој 2021 године осваја 4,7% подршке и губи парламентарни статус.
На првим изборима Чехословачке Републике 1920. године добија 1.500.000 гласова и постаје највећа партија у земљи. Њен члан Властимил Тусар постаје председник владе. Исте године из странке се издваја револуционарно крило и ствара Комунистчку партију. На изборима 1929. године Чехословачка социјалдемократска странка је друга по величини, са око мил. гласова. Чехословачка социјалдемократска странка 1939-1945. године, за време нацистичке окупације, учествује у покрету отпора. После ослобођења, њен председник Здењек Фирлингер постаје председник коалиционе владе у коју су ушли комунисти. Он је тесно сарађивао с Комунистичком партијом, због чега је ноембра 1947. године смењен с положаја председника Партије, а његова политика савеза са комунистима осуђена. Када је Комунистичка партија фебруара 1948. године извршила пуч, један део социјалистичких вођа је емигрирао у иностранство, а други наставио сарадњу са КП. Емигранти стварају Чехословачку социјалдемократску партију у емиграцији, која је члан Социјалистичке интернационале, са саветодавним статусом. Главни циљ јој је био успостављање вишепартијског система у Чехословачкој, независност од Совјетског Савеза и вођење антикомунистичке пропаганде. Председник је био Вацлав Мајер, генерални секретар Вацлав Холуб.
До Плишане револуције 1989. године, када је легализована, седиште је било у Лондону. 01.01.1993. године настале су Чешка социјалдемократска странка и Словачка социјалдемократска странка. Чешка социјалдемократска странка била је на власти у Чешкој од 1997. до 2007. године. Садашњи лидер је Бохуслав Соботка.